# Zakonodavni postupak u Republici Hrvatskoj
Zakonodavni postupak u Republici Hrvatskoj osnovni je postupak Hrvatskoga sabora propisan Ustavom i Poslovnikom Hrvatskoga sabora. Hrvatski sabor je predstavničko tijelo građana i nositelj zakonodavne vlasti u Republici Hrvatskoj. Na temelju prava i ovlaštenja utvrđenih Ustavom Republike Hrvatske i Poslovnikom, Hrvatski sabor odlučuje o donošenju i promjeni Ustava, donosi zakone, državni proračun, odluke, deklaracije, rezolucije, povelje, preporuke i zaključke, te daje vjerodostojna tumačenja zakona. 

## Akti Sabora
Sabor može odlukom, poveljom, zahvalnicom ili drugim aktom domaćem ili stranom državljaninu ili organizaciji dati priznanje za njihov rad koji je od osobitog interesa za Republiku Hrvatsku. Prijedlog priznanja podnosi predsjednik Sabora.
Odluka se donosi kao akt uređivanja unutarnjeg ustrojstva, načina rada i odnosa u Saboru, ali može biti i u obliku poslovnika ili pravilnika. Odlukom, kao aktom ostvarivanja prava Sabora, odlučuje se o izboru, odnosno imenovanju, razrješenju i opozivu, o imenovanju u određena tijela, o potvrdi akata organizacija i zajednica.
Deklaracijom se izražava opće stajalište Sabora o pitanjima unutarnje ili vanjske politike te o drugim bitnim pitanjima važnim za državu.
Rezolucijom Sabor ukazuje na stanje i probleme u određenom području i na mjere koje bi trebalo provoditi u tom području.
Preporukom se ukazuje na podnesene predstavke i pritužbe o nepravilnostima u radu tijela koje imaju javne ovlasti s prijedlogom za njihovo razrješenje.
Zaključcima Sabor utvrđuje stajališta o određenim događajima i pojavama, a na osnovi ocjene stanje u pojedinoj oblasti, zaključcima se mogu zauzimati stajališta, izražavati mišljenja ili utvrđivati obveze Vlade, ministarstava i drugih tijela državne uprave.

## Pregled zakonodavnog postupka
Postupak donošenja zakona pokreće se dostavom prijedloga zakona predsjedniku Sabora. Predsjednik Sabora primljeni prijedlog zakona upućuje predsjednicima svih radnih tijela, zastupnicima i predsjedniku Vlade, kada Vlada nije predlagatelj. 
Pravo predlaganja zakona ima svaki zastupnik, klubovi zastupnika i radna tijela Sabora te Vlada.
Prije rasprave o prijedlogu zakona na plenarnoj sjednici Sabora, predsjednik matičnog radnog tijela i Odbora za zakonodavstvo dužni su prijedlog zakona uvrstiti na dnevni red sjednice radnog tijela i provesti raspravu. Radna tijela izjašnjavaju se o svim elementima prijedloga zakona, a Odbor za zakonodavstvo posebno i o ustavnim osnovama zakona.
Rasprava o prijedlogu zakona provodi se u dva čitanja. Prvo čitanje zakona je prvi dio u postupku donošenja zakona koji se provodi na sjednici Sabora. Ono obuhvaća: uvodno izlaganje predlagatelja, opću raspravu o prijedlogu zakona, raspravu o pojedinostima koja uključuje i raspravu o tekstu prijedloga zakona, raspravu o stajalištima radnih tijela koja su razmatrala prijedlog, kao i donošenje zaključka o potrebi donošenja zakona.
Konačni prijedlog zakona predlagatelj je dužan podnijeti u roku od šest mjeseci od dana prihvaćanja prijedloga zakona. U suprotnom, smatrat će se da je postupak donošenja zakona obustavljen. Rasprava o konačnom prijedlogu smatra se drugim čitanjem zakona i ono obuhvaća: raspravu o tekstu konačnog prijedloga zakona, raspravu o stajalištima radnih tijela, raspravu o podnesenim amandmanima, odlučivanje o amandmanima te donošenje zakona.
U slučajevima kada je na tekst konačnog prijedloga zakona podnesen veći broj amandmana ili kada su amandmani takve naravi da bitno mijenjaju sadržaj konačnog prijedloga zakona, provodi se i treće čitanje.
Iznimno, zakon se može donijeti po hitnom postupku. Zakoni se po hitnom postupku donose kada to zahtijevaju interesi obrane i drugi osobito opravdani državni razlozi, odnosno kada je to nužno radi sprečavanja ili otklanjanja većih poremećaja u gospodarstvu.
Procedura donošenja akata razlikuje se ovisno o tome o kakvom je aktu riječ, pa se tako procedura razlikuje za donošenje organskih zakona, državnog proračuna, no sam zakonodavni proces uvijek završava objavom zakona u službenom glasilu Republike Hrvatske.
U postupku donošenja odluka, deklaracija, rezolucija, preporuka i drugih akata Sabora primjenjuju se odredbe Poslovnika o postupku za raspravu o konačnom prijedlogu zakona s tim da je rasprava o tim aktima jedinstvena.

## Postupak za donošenje drugih akata
U postupku donošenja odluka, deklaracija, rezolucija, preporuka i drugih akata Sabora primjenjuju se odredbe Poslovnika o postupku za raspravu o konačnom prijedlogu zakona s tim da je rasprava o tim aktima jedinstvena.
Postupak donošenja uvijek počinje prijedlogom akta koji predlagatelj dostavlja predsjedniku Sabora, a prema naravi akta isti mora sadržavati obrazloženje. Izvješća, raščlambe i ostale informacije koje Saboru nije dostavila Vlada, predsjednik Sabora upućuje Vladi na mišljenje.
Postupak donošenja zakona pokreće se dostavom prijedloga zakona predsjedniku Sabora koji zatim upućuje primljeni prijedlog zakona predsjednicima svih radnih tijela, zastupnicima i predsjedniku Vlade, kada Vlada nije predlagatelj.
Pravo predlaganja ima svaki zastupnik, klubovi zastupnika i radna tijela Sabora, te Vlada.  Prilikom obrazlaganja nužnosti donošenja zakona, predlagatelj se može pozivati i na predstavke i prijedloge koje, u skladu s Ustavom Republike Hrvatske, imaju pravo podnositi građani Republike Hrvatske državnim i drugim javnim tijelima, a u svom sadržaju ukazuju na potrebu donošenja ili izmjene pojedinog zakona. 
Na zahtjev predlagatelja Sabor može posebnim zaključkom odrediti da se u radnim tijelima provede prethodna rasprava o razlozima donošenja zakona i o osnovnim pitanjima koja treba urediti zakonom. Nakon prethodne rasprave održane na osnovi prikaza stanja u pojedinim područjima, te izloženih teza o mogućim normativnim rješenjima, sva stajališta, mišljenja i prijedlozi dostavljaju se predlagatelju koji ih je obvezan pri izradi prijedloga zakona uzeti u obzir i posebno obrazložiti one koje nije mogao prihvatiti.
Ako su izvješća, raščlambe te ostale informacije duže od 30 stranica, zastupnicima se dostavlja sažetak, a osnovni materijal stoji im na raspolaganju u Stručnoj službi Sabora. Podnositelj izvješća, raščlambe ili informacije dužan je navesti izvore i dokumentaciju na kojoj se zasniva osnovni materijal.

## Tijek zakonodavnog postupka

### Prijedlog zakona
Prijedlog zakona sadrži:
- ustavnu osnovu donošenja zakona,
- ocjenu stanja i osnovna pitanja koja se trebaju urediti zakonom te posljedice koje će donošenjem zakona proisteći,
- ocjenu i izvore potrebnih sredstava za provođenje zakona,
- tekst prijedloga zakona koji sadrži rješenja u obliku pravnih odredbi
- obrazloženje prijedloga kojim se daje objašnjenje pojedinih odredbi koje sadrži prijedlog zakona
- tekst odredbi važećeg zakona koje se mijenjaju, odnosno dopunjuju, ako se predlaže izmjena ili dopuna zakona

Uz prijedlog zakona predlagatelj može dostaviti i odgovarajuću dokumentaciju, posebice stručna mišljenja, prihvaćene međunarodne ugovore i druge akte kojima obrazlaže svoj prijedlog.
Prijedlog zakona u gornjem desnom kutu naslovne stranice obvezatno sadrži oznaku „P.Z. br…“, a zakon koji se usklađuje s propisima Europske unije oznaku "P.Z.E. br…" Svaki prijedlog zakona dobiva idući redni broj na kraju oznake koju mora sadržavati i svaki drugi pisani materijal (izvješća, mišljenja, amandmani, konačni prijedlog zakona) koji se odnosi na prijedlog određenog zakona, sve do donošenja zakona. Redni brojevi počinju od jedan i nastavljaju se u nizu za jedan saziv Sabora.
Predlagatelj je obvezan izvijestiti predsjednika Sabora tko će u radnim tijelima i Saboru davati obavještenja i objašnjenja, odnosno potrebna obrazloženja o podnesenom prijedlogu zakona. 

### Razmatranje u radnim tijelima
Prije rasprave o prijedlogu zakona na sjednici Sabora, predsjednik matičnog radnog tijela i Odbora za zakonodavstvo dužni su prijedlog zakona uvrstiti u dnevni red sjednice radnog tijela i provesti raspravu. Radna tijela izjašnjavaju se o svim elementima prijedloga zakona, a Odbor za zakonodavstvo posebno i o ustavnim osnovama zakona.
Ako se prijedlogom zakona stvaraju materijalne obveze, Sabor ne može odlučivati o prijedlogu zakona prije nego, na temelju izvješća Odbora za financije i državni proračun, utvrdi da se za ispunjenje tih obveza mogu osigurati financijska sredstva. Ako su u prijedlogu obuhvaćena pojedina pitanja koja su u djelokrugu drugih radnih tijela, prijedlog u pogledu tih pitanja mogu razmotriti i druga radna tijela. Radna tijela, osim Odbora za zakonodavstvo i Odbora za Ustav, Poslovnik i politički sustav, koja su, uz matično, razmatrala prijedlog zakona dostavljaju svoja mišljenja, primjedbe i prijedloge matičnom radnom tijelu, vodeći računa kako bi matično radno tijelo moglo raspraviti njihova mišljenja i stajališta. Kad razmotri prijedlog zakona, matično radno tijelo podnosi svoje izvješće Saboru s mišljenjem, primjedbama i prijedlozima iznesenim u tijeku njegovog razmatranja.
Matično radno tijelo će razmotriti mišljenja, primjedbe i prijedloge koje su mu dostavila druga radna tijela koja su razmatrala prijedlog. U izvješću, koje podnosi Saboru, matično radno tijelo izražava i svoje stajalište o mišljenju, primjedbama i prijedlozima tih radnih tijela. Izvješća se upućuju predsjedniku Sabora, koji ih dostavlja predlagatelju zakona, predsjednicima radnih tijela i zastupnicima. Radno tijelo, kad razmotri prijedlog zakona, određuje izvjestitelja koji će na sjednici Sabora izlagati stajališta, mišljenja i primjedbe, te obrazlagati prijedloge tog tijela. 

### Prvo čitanje
Prvo čitanje zakona je prvi dio u postupku donošenja zakona koji se provodi na sjednici Sabora.
Ono obuhvaća:
- uvodno izlaganje predlagatelja,
- opću raspravu o prijedlogu zakona,
- raspravu o pojedinostima koja uključuje i raspravu o tekstu prijedloga zakona,
- raspravu o stajalištima radnih tijela koja su razmatrala prijedlog,
- donošenje zaključka o potrebi donošenja zakona.

Predlagatelj zakona ima pravo tijekom cijele rasprave davati objašnjenja, iznositi mišljenja i izjašnjavati se o iznesenim mišljenjima, primjedbama i prijedlozima, te povući prijedlog zakona do zaključenja rasprave. Mišljenje u svakom trenutku može iznijeti i predstavnik Vlade i kada Vlada nije podnijela prijedlog zakona. Opća rasprava i rasprava o pojedinostima u pravilu se vode objedinjeno iako se u raspravi o pojedinostima raspravlja o tekstu prijedloga, dok se opća rasprava vodi na način da zastupnici iznose svoja mišljenja o tome je li potrebno donijeti zakona, o osnovnim pitanjima koja treba urediti zakonom, o ustavnom ovlaštenju da se predloženi odnosi urede zakonom i o opsegu i načinu zakonskog uređivanja tih odnosa. Ako zastupnici glasovanjem odluče da nije potrebno donijeti zakon, prijedlog zakona odbit će se zaključkom koji mora biti obrazložen i dostavljen predlagatelju. Odbijeni prijedlog zakona ne može biti ponovno uvršten u dnevni red sjednice prije isteka roka od tri mjeseca od dana kada ga je Sabor odbio.
Zaključkom kojim se prihvaća donošenje zakona, utvrđuju se stajališta, prijedlozi i mišljenja u vezi s prijedlogom zakona i upućuju se predlagatelju radi pripreme konačnog prijedloga zakona ili drugom tijelu ako je to odredio Sabor i s tim se suglasio predlagatelj. Zaključkom o prihvaćanju prijedloga zakona može se odrediti da je predlagatelj zakona obvezan prije podnošenja konačnog prijedloga zakona pribaviti mišljenje pojedinih tijela, organizacija ili zajednica o pitanjima na koja se odnosi predloženi zakon. 

### Konačni prijedlog zakona
Konačni prijedlog zakona predlagatelj je dužan podnijeti u roku od šest mjeseci od dana prihvaćanja prijedloga zakona. U suprotnom, smatrat će se da je postupak donošenja zakona obustavljen.
Konačni prijedlog zakona podnosi se u obliku u kojem se donosi zakon. Obrazloženje obuhvaća razloge zbog kojih se zakon donosi, pitanja koja se njime rješavaju, objašnjenje odredbi predloženog zakona, podatke o financijskim sredstvima potrebnim za provođenje zakona i o načinu osiguranja tih sredstava te druge važne okolnosti u vezi s pitanjima koja se uređuju zakonom.
Predlagatelj zakona dužan je u obrazloženju konačnog prijedloga zakona navesti razlike između rješenja koja predlaže u odnosu na rješenja iz prijedloga zakona, razloge zbog kojih su te razlike nastale te prijedloge i mišljenja koji su bili dani na prijedlog zakona, a koje predlagatelj nije prihvatio, uz navođenje razloga zbog kojih ih nije prihvatio.

### Drugo čitanje
Drugo čitanje zakona je drugi dio u postupku donošenja zakona koji se provodi na sjednici Sabora i obuhvaća:
- raspravu o tekstu konačnog prijedloga zakona,
- raspravu o stajalištima radnih tijela,
- raspravu o podnesenim amandmanima,
- odlučivanje o amandmanima
- donošenje zakona.

Predlagatelj zakona nakon uvodnog izlaganja ima pravo zatražiti riječ u tijeku cijele rasprave, davati objašnjenja, iznositi svoja mišljenja i izjašnjavati se o podnesenim amandmanima i o izraženim mišljenjima i primjedbama. Riječ može zatražiti u tijeku rasprave i predstavnik Vlade i kad Vlada nije predlagatelj.
U tijeku rasprave o tekstu konačnog prijedloga zakona raspravlja se o prijedlogu po dijelovima, glavama, odnosno odjeljcima, člancima te o podnesenim amandmanima o kojima se odlučuje nakon rasprave. Predlagatelj zakona očituje se o svakom pojedinom amandmanu, a na očitovanje predlagatelja može se osvrnuti samo podnositelj amandmana. Nakon provedene rasprave i odlučivanja o amandmanima, zaključuje se rasprava i odlučuje o donošenju zakona.

### Treće čitanje
Treće čitanje zakona poseban je dio u postupku donošenja zakona koji se provodi po odluci Sabora ili na zahtjev predlagatelja i to u slučajevima kada je na tekst konačnog prijedloga zakona podnesen veći broj amandmana ili kada su amandmani takve naravi da bitno mijenjaju sadržaj konačnog prijedloga zakona.
Treće čitanje zakona provodi se uz uvjete i po postupku propisanom Poslovnikom za drugo čitanje.

### Hitni postupak
Iznimno, zakon se može donijeti po hitnom postupku, samo kada to zahtijevaju interesi obrane i drugi osobito opravdani državni razlozi, odnosno kada je to nužno radi sprječavanja ili otklanjanja većih poremećaja u gospodarstvu.
Uz prijedlog da se zakon donese po hitnom postupku podnosi se konačni prijedlog zakona, koji sadrži sve što i prijedlog zakona, osim što se umjesto teksta prijedloga zakona prilaže tekst konačnog prijedloga zakona.
Prijedlog da se zakon donese po hitnom postupku može podnijeti klub zastupnika koji ima 15 ili više članova, te klubovi zastupnika kojim imaju zajedno 15 ili više članova. Ako prijedlog podnosi zastupnik, tada mora imati pisanu podršku još 25 zastupnika.
Prijedlog se podnosi predsjedniku Sabora najkasnije 24 sata prije utvrđivanja dnevnog reda na sjednici, a o njemu se odlučuje glasovanjem prilikom utvrđivanja dnevnog reda na početku sjednice ili i prilikom dopune dnevnog reda. Ako prijedlog za hitni postupak nije prihvaćen, predsjednik Sabora može predložiti provođenje prvog čitanja na istoj sjednici.
Po hitnom postupku donose se zakoni koji se usklađuju s propisima Europske unije ako to zatraži predlagatelj, osim u slučaju kada matično radno tijelo, Odbor za Ustav, Poslovnik i politički sustav ili Odbor za zakonodavstvo predlože da se zbog neusklađenosti s Ustavom ili pravnim sustavom, o zakonu raspravlja u prvom čitanju.

## Organski zakoni
Organskim zakonom uređuju se prava nacionalnih manjina, te razrađuju Ustavom utvrđena ljudska prava i temeljne slobode, izborni sustav, ustrojstvo, djelokrug i način rada državnih tijela te ustrojstvo i djelokrug lokalne i područne (regionalne) samouprave. Ravnopravnost i zaštita prava nacionalnih manjina uređuje se ustavnim zakonom koji se donosi po postupku za donošenje organskih zakona.
Organski zakoni kojima se uređuju prava nacionalnih manjina Hrvatski sabor donosi dvotrećinskom većinom glasova svih zastupnika.
Ostale organske zakone Hrvatski sabor donosi većinom glasova svih zastupnika.

## Amandmani
Prijedlog za izmjenu ili dopunu konačnog prijedloga zakona podnosi se pisano u obliku amandmana s obrazloženjem. Pravo podnošenja amandmana ima svaki zastupnik, klubovi zastupnika i radna tijela Sabora, te Vlada. Amandmani se upućuju predsjedniku Sabora najkasnije do kraja rasprave na sjednici Sabora o konačnom prijedlogu zakona.
Predsjednik Sabora dostavlja amandmane zastupnicima, predlagatelju zakona i Vladi kada ona nije predlagatelj zakona. Amandmani se upućuju i matičnom radnom tijelu te Odboru za zakonodavstvo kako bi dostavili svoja izvješća s mišljenima i prijedlozima o njima.
Ako se konačnim prijedlogom zakona mijenja i dopunjuje zakon, amandmani se mogu podnositi samo na članke obuhvaćene predloženim izmjenama i dopunama. Iznimno, amandmani se mogu podnositi i na članke koji nisu obuhvaćeni predloženim izmjenama i dopunama zakona ako je to potrebito zbog usklađivanja s Ustavom Republike Hrvatske ili dokumentima vezanim uz međunarodne integracije te u svezi s odlukama Ustavnog suda Republike Hrvatske.
O amandmanima se glasuje prema redoslijedu članaka konačnog prijedloga zakona na koje se odnose. Ako je na jedan članak konačnog prijedloga zakona podneseno više amandmana, o amandmanima se glasuje po redoslijedu koji odredi predsjedatelj Sabora bez rasprave.
Ako je na jedan članak konačnog prijedloga podneseno više amandmana identičnog sadržaja, glasuje se samo o prvom od njih. Ako se na isti članak prihvati više amandmana koji se međusobno isključuju, prihvaćen je amandman koji je po redoslijedu posljednji prihvaćen glasovanjem.
Amandman koji je podnio predlagatelj zakona ili s kojim se predlagatelj zakona suglasio, postaje sastavnim dijelom konačnog prijedloga zakona i o njemu se odvojeno ne glasuje.
O amandmanima se izjašnjava predlagatelj i Vlada neovisno je li predlagatelj zakona ili ne. Izjašnjavanje je u pravilu usmeno. Na očitovanje predlagatelja zakona o amandmanu osvrnuti se može samo podnositelj amandmana, ali ne duže od dvije minute. Amandman postaje sastavnim dijelom konačnog prijedloga zakona i o njemu se ne glasuje odvojeno ako ga je podnio predlagatelj zakona ili ako se s amandmanom suglasio predlagatelj zakona.
Ako u raspravi o podnesenim amandmanima predsjednik ili član Odbora za Ustav, Poslovnik i politički sustav upozori na njihovu suprotnost s odredbama Ustava Republike Hrvatske, sjednica Sabora će se prekinuti dok Odbor ne dostavi svoje mišljenje.

## Vjerodostojno tumačenje zakona
Prijedlog za davanje vjerodostojnog tumačenja zakona može podnijeti ovlašteni predlagatelj zakona predsjedniku Sabora, a mora sadržavati naziv zakona, naznaku odredbe za koju se traži tumačenje i razloge za to.
Predsjednik Sabora upućuje prijedlog za davanje vjerodostojnog tumačenja zakona Odboru za zakonodavstvo, matičnom radnom tijelu i Vladi, ako ona nije podnositelj prijedloga, radi ocjene njegove osnovanosti.
Matično radno tijelo i Vlada dužni su, u roku od 15 dana, dostaviti mišljenje Odboru za zakonodavstvo. Ako matično radno tijelo i Vlada ne dostave mišljenje u propisanom roku smatrat će se da su suglasni s prijedlogom za davanje vjerodostojnog tumačenja.
Odbor za zakonodavstvo, nakon što pribavi mišljenja matičnoga radnog tijela te Vlade, ili nakon isteka roka iz članka 172. stavka 3. ovoga Poslovnika, ocjenjuje je li prijedlog za davanje vjerodostojnog tumačenja zakona osnovan te u roku od 15 dana izvješćuje o svom stajalištu Sabor.Ako utvrdi da je prijedlog osnovan, Odbor za zakonodavstvo utvrdit će prijedlog teksta vjerodostojnog tumačenja koji sa svojim izvješćem podnosi Saboru.
Ako Odbor za zakonodavstvo ocijeni da prijedlog za davanje vjerodostojnog tumačenja nije osnovan, on će o tome izvijestiti Sabor koji povodom toga izvješća donosi odluku.

## Državni proračun
Prijedlog državnog proračuna s obrazloženjem predsjedniku Sabora podnosi Vlada. Zajedno s prijedlogom državnog proračuna podnosi se i prijedlog financijskog plana izvanproračunskih fondova s obrazloženjem te konačni prijedlog zakona o izvršavanju državnog proračuna
Postupak donošenja državnog proračuna istovjetan je postupku donošenja zakona. O prijedlogu državnog proračuna provodi se jedinstvena rasprava u načelu, pod razdjelima i o podnesenim amandmanima. O proračunu u cjelini i podnesenim amandmanima ne može se glasovati prije nego proteknu tri dana od dana rasprave. 
Vlada u rokovima utvrđenim zakonom, dostavlja predsjedniku Sabora izvješća o izvršenju državnog proračuna. U raspravi o izvršenju državnog proračuna, a na osnovi raščlambe ostvarenih programa radova, mogu se utvrđivati osnovne politike za iduće razdoblje ili pravci za izradu proračuna, a mogu se utvrđivati i uvjeti i mjerila za financiranje zadaća državnih tijela i organizacija i za financiranje drugih potreba u državi.
Postupak donošenja zakona pokreće se dostavom prijedloga zakona predsjedniku Sabora. Predsjednik Sabora primljeni prijedlog zakona upućuje predsjednicima svih radnih tijela, zastupnicima i predsjedniku Vlade, kada Vlada nije predlagatelj. Pravo predlaganja zakona ima svaki zastupnik, klubovi zastupnika i radna tijela Sabora te Vlada.
Prije rasprave o prijedlogu zakona na plenarnoj sjednici Sabora, predsjednik matičnog radnog tijela i Odbora za zakonodavstvo dužni su prijedlog zakona uvrstiti na dnevni red sjednice radnog tijela i provesti raspravu. Radna tijela izjašnjavaju se o svim elementima prijedloga zakona, a Odbor za zakonodavstvo posebno i o ustavnim osnovama zakona.
Rasprava o prijedlogu zakona provodi se u dva čitanja. Prvo čitanje zakona je prvi dio u postupku donošenja zakona koji se provodi na sjednici Sabora. Ono obuhvaća: uvodno izlaganje predlagatelja, opću raspravu o prijedlogu zakona, raspravu o pojedinostima koja uključuje i raspravu o tekstu prijedloga zakona, raspravu o stajalištima radnih tijela koja su razmatrala prijedlog, kao i donošenje zaključka o potrebi donošenja zakona.
Konačni prijedlog zakona predlagatelj je dužan podnijeti u roku od šest mjeseci od dana prihvaćanja prijedloga zakona. U suprotnom, smatrat će se da je postupak donošenja zakona obustavljen. Rasprava o konačnom prijedlogu smatra se drugim čitanjem zakona i ono obuhvaća: raspravu o tekstu konačnog prijedloga zakona, raspravu o stajalištima radnih tijela, raspravu o podnesenim amandmanima, odlučivanje o amandmanima te donošenje zakona.
U slučajevima kada je na tekst konačnog prijedloga zakona podnesen veći broj amandmana ili kada su amandmani takve naravi da bitno mijenjaju sadržaj konačnog prijedloga zakona, provodi se i treće čitanje.
Iznimno, zakon se može donijeti po hitnom postupku. Zakoni se po hitnom postupku donose kada to zahtijevaju interesi obrane i drugi osobito opravdani državni razlozi, odnosno kada je to nužno radi sprečavanja ili otklanjanja većih poremećaja u gospodarstvu.
Procedura donošenja akata razlikuje se ovisno o tome o kakvom je aktu riječ, pa se tako procedura razlikuje za donošenje organskih zakona, državnog proračuna, no sam zakonodavni proces uvijek završava objavom zakona u službenom glasilu Republike Hrvatske.
U postupku donošenja odluka, deklaracija, rezolucija, preporuka i drugih akata Sabora primjenjuju se odredbe Poslovnika o postupku za raspravu o konačnom prijedlogu zakona s tim da je rasprava o tim aktima jedinstvena.

## Glasovanje i odlučivanje
Glasovanje na sjednici u pravilu je javno, a provodi se dizanjem ruke, poimeničnim ili elektroničkim glasovanjem.
Zakone, odluke, rezolucije, zaključke i druge akte Sabor donosi većinom glasova, ako je na sjednici Sabora nazočna većina zastupnika, osim u slučajevima kada je Ustavom Republike Hrvatske ili Poslovnikom Hrvatskoga sabora drukčije određeno.
Većinom glasova svih zastupnika Sabor donosi:
- Odluke da se pristupi promjeni Ustava Republike Hrvatske, kao i utvrđivanje nacrta promjene Ustava Republike Hrvatske.
- Zakone (organski zakoni) kojima se razrađuju Ustavom utvrđena ljudska prava i temeljne slobode, izborni sustav, ustrojstvo, djelokrug i način rada državnih tijela te ustrojstvo i djelokrug lokalne i područne (regionalne) samouprave
- Strategiju nacionalne sigurnosti i Strategiju obrane Republike Hrvatske
- Odluke o davanju povjerenja predsjedniku i članovima Vlade, odnosno o iskazivanju povjerenja predsjedniku Vlade, Vladi u cjelini ili pojedinom članu Vlade
- Odluku o raspuštanju Sabora
- Poslovnik Sabora

Dvotrećinskom većinom glasova svih zastupnika Sabor:
- Donosi Ustav Republike Hrvatske i promjenu Ustava Republike Hrvatske
- Potvrđuje međunarodne ugovore kojima se međunarodnoj organizaciji ili savezu daju ovlasti izvedene iz Ustava Republike Hrvatske
- Donosi Ustavni zakona o Ustavnom sudu Republike Hrvatske
- Donosi odluku iz članka 7. stavka 2. i članka 8. Ustava Republike Hrvatske
- Donosi ustavne zakone (organski zakoni) kojima se uređuju prava nacionalnih manjina
- Donosi odluku o pokretanju postupka za utvrđivanje posebne odgovornosti Predsjednika Republike

## Objava zakona
Predsjednik Sabora potpisuje zakone i druge akte koje donosi Sabor, te ih upućuje Predsjedniku Republike radi proglašenja.
Predsjednik Republike odlukom proglašava zakone u roku od osam dana od dana kada su izglasani u Hrvatskom saboru. Ako Predsjednik Republike smatra da proglašeni zakon nije u skladu s Ustavom, može pokrenuti postupak za ocjenu ustavnosti zakona pred Ustavnim sudom.
Prije nego što stupe na snagu zakoni i drugi propisi državnih tijela objavljuju se u "Narodnim novinama", službenom listu Republike Hrvatske. Zakon stupa na snagu najranije osmi dan od dana njegove objave, osim ako je zbog osobito opravdanih razloga zakonom drukčije određeno.

## Poveznice
- Zakonodavni postupak